# Kusonje
Kusonje falu Horvátországban Pozsega-Szlavónia megyében. Közigazgatásilag Pakráchoz tartozik.

## Fekvése
Pozsegától légvonalban 37, közúton 45 km-re északnyugatra, községközpontjától légvonalban 3, közúton 5 km-re északkeletre, Nyugat-Szlavóniában, a Pakra jobb partján fekszik. Áthalad rajta a Pakrácot Pozsegával összekötő 38-as számú főút.

## Története
A település területén már a római korban éltek emberek. A Pakrác község területén előkerült két jelentős római kori lelet egyikét itt találták. 1989-ben Saša Radešić iskolai tanuló Marinko Vujković szántóföldjén véletlenül bukkant rá az itt állomásozó mór cohors katonájának Cassius Sextusnak a síremlékére. A lelőhely alig pár kilométerre található Brusniktól a másik római síremléknek a lelőhelyétől. A sírkő a talapzat nélkül 111 cm magas, 65 cm széles és 30 cm vastag. Felül egy kis dombormű, talán madár, alul többek között girlandok díszítik.
A 17. század végétől a török kiűzése után a területre folyamatosan telepítették be a keresztény lakosságot. Első írásos említése 1698-ban „Kusonye” alakban a török uralom alól felszabadított települések összeírásában történt.
Az első katonai felmérés térképén „Dorf Kussonya” néven találjuk. Lipszky János 1808-ban Budán kiadott repertóriumában „Kuszonye” néven szerepel. Nagy Lajos 1829-ben kiadott művében „Kuszonye” néven összesen 58 házzal, 395 ortodox vallású lakossal találjuk.

A településnek 1857-ben 432, 1910-ben 909 lakosa volt. 1910-ben a népszámlálás adatai szerint lakosságának 92%-a szerb, 6%-a horvát anyanyelvű volt. Pozsega vármegye Pakráci járásának része volt. Az első világháború után 1918-ban az új szerb-horvát-szlovén állam, majd később (1929-ben) Jugoszlávia része lett. 1991-ben lakosságának 81%-a szerb, 9%-a horvát, 7%-a jugoszláv nemzetiségű volt. 1991. szeptember 8-án és 9-én itt zajlott a délszláv háború egyik legvéresebb összecsapása. A falut ellenőrző szerb egységek csapdába csalták a belovári 105. dandár katonáit. A horvátok a támadás során alábecsülték a szerb védők erejét. A kialakult súlyos harcokban 20 horvát katona esett el. Két évvel később az áldozatokra a helyszínen emlékezők között szerb aknagránát robbant, mely három horvát tisztet ölt meg. A helyszínen később az áldozatok hozzátartozói kápolnát építtettek.
 2011-ben 308 lakosa volt.

## Lakossága
| Lakosság változása | Lakosság változása | Lakosság változása | Lakosság változása | Lakosság változása | Lakosság változása | Lakosság változása | Lakosság változása | Lakosság változása | Lakosság változása | Lakosság változása | Lakosság változása | Lakosság változása | Lakosság változása | Lakosság változása | Lakosság változása |
| ------------------ | ------------------ | ------------------ | ------------------ | ------------------ | ------------------ | ------------------ | ------------------ | ------------------ | ------------------ | ------------------ | ------------------ | ------------------ | ------------------ | ------------------ | ------------------ |
| 1857               | 1869               | 1880               | 1890               | 1900               | 1910               | 1921               | 1931               | 1948               | 1953               | 1961               | 1971               | 1981               | 1991               | 2001               | 2011               |
| 432                | 480                | 523                | 598                | 767                | 909                | 886                | 916                | 450                | 519                | 658                | 744                | 1.047              | 1.101              | 200                | 308                |

## Nevezetességei
Szent György vértanú tiszteletére szentelt pravoszláv parochiális temploma 1888-ban épült a korábbi templom helyén, mely egy 1734-ben épített fatemplom volt. Ezt később egy barokk stílusban épített, falazott templom váltotta fel. A második világháború idején 1942-ben az usztasák az ide összegyűjtött helyi szerbekkel együtt felgyújtották. A menekülőket a templom körül öldösték le. A háború után a hatóságok nem engedték újjáépíteni, csak az 1980-as években a hívek és az egyházközség összefogásával kezdődhetett meg az újjáépítése, mely teljesen soha nem fejeződött be. A délszláv háború során 1991-ben és 1992-ben a helyi harcokban újra súlyosan megrongálódott, tornya teljesen leomlott.
A Kisboldogasszony tiszteletére szentelt római katolikus kápolnája az 1991. szeptember 8-án itt elesett 20 horvát katona emlékére épült.
1942. augusztus 13-án a pakraci és a španovicai usztasák a falu lakóit és kozarai menekülteket mészároltak le 
a faluban. Az áldozatokat két kútba dobták, amelyek a plébániatemplom közelében találhatók. A kutak betonlapokkal vannak lezárva, és feliratos fekete gránit emléktáblákkal vannak megjelölve. A kutakat két kulturális emlékként jegyezték be, mivel azonban ugyanahhoz az eseményhez kapcsolódnak, és közel állnak egymáshoz, egy kulturális értéket képviselnek.

## Sport
NK Mladost Kusonje labdarúgóklub.